# 1942年11月8日广场

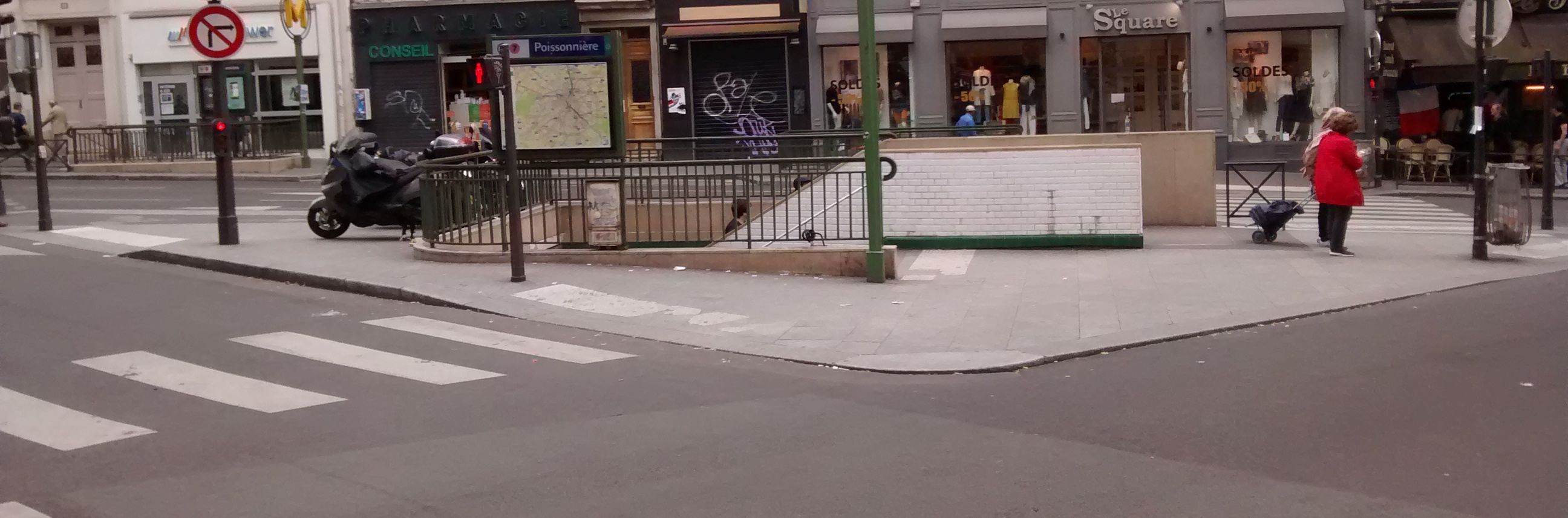
1942年11月8日广场

1942年11月8日广场（Place du 8 Novembre 1942）是法国巴黎第十区的一个广场，始于拉法叶路（Rue La Fayette）与 Rue de Chabrol的交汇处，止于鱼船市郊路（Rue du Faubourg Poissonnière），长76米，宽14米。
广场的名称是为了纪念1942年11月8日这个日期。这一天是第二次世界大战中火炬行動开始的日期，英国和美国开始攻打法属北非。
附近的地铁站是鱼船站。